# Лудвиг XVI фон Йотинген-Йотинген
Лудвиг XVI фон Йотинген-Йотинген (на немски: Ludwig XVI von Oettingen-Ottingen; * 1 юли 1508 в замък Харбург, Швабия; † 1 октомври 1569 в замък Харбург) е граф на Йотинген-Йотинген-Харбург в Швабия, Бавария.
Той е големият син на граф Лудвиг XV фон Йотинген (1486 – 1557) и съпругата му графиня Мария Салома фон Хоенцолерн (1488 – 1548), дъщеря на граф Айтел Фридрих II фон Хоенцолерн (1452 – 1512) и Магдалена фон Бранденбург (1460 – 1496).
Брат е на Волфганг II (1511 – 1573), граф на Йотинген-Флохберг, Фридрих V (1516 – 1579), граф на Йотинген-Йотинген-Валерщайн, и на Лотар фон Йотинген (1531/1532 – 1566), граф на Йотинген.
През 1299 г. замъкът Харбург е заложен от крал Албрехт I от Хабсбургите на графовете на Йотинген. Импреатор Сигизмунд Люксембургски потвърждава 1418 г. замъкът като собственост на графовете на Йотинген заради техните особени заслуги. След измирането на линията замъкът отива 1731 г. на линията Йотинген-Валерщайн.
През 1418 г. територията на графство Йотинген се разделя и отново през 1442 и 1485 г. През 1522 г. фамилията се разделя на две линии на евангелийската линия Йотинген-Йотинген, която получава седем дванадесети от собственостите, и на католическата линия Йотинген-Валерщайн, която получава пет дванадесети от собственостите.
Линията Йотинген-Йотинген е издигната през 1674 г. в княжеското общество и измира през 1731 г.

## Фамилия
Лудвиг XVI фон Йотинген се жени на 11 септември 1543 г. в Йотинген за Маргарета фон Пфалц-Люцелщайн (* 14 март 1523; † 3 юли 1560), извънбрачна дъщеря на курфюрст Лудвиг V фон Пфалц (1478 – 1544) и Маргарета фон Лайен († 1547). Те имат 11 деца:
- Юдит (3 октомври 1544 – 4 ноември 1600), омъжена на 21 септември 1573 г. в Йотинген за Хайнрих II Ройс-Бургк цу Унтерграйц-Кранихфелд (1543 – 1608)
- Анна Салома (24 октомври 1545 – 12 декември 1599), омъжена за Хиеронимус Шлик цу Басано и Вайскирхен († сл. 1585)
- Лудвиг (31 декември 1546 – 4 декември 1548)
- Маргарета (15/17 август 1548 – 1599), омъжена за Кристоф фрайхер фон Пуеххайм († 6 октомври 1594 във Виена)
- Мичал Сара (11 декември 1549 – 25 август 1551)
- Мария (25 март 1552 – 20 октомври 1605)
- Готфрид (8 юни 1554 – 7 септември 1622), граф на Йотинген, женен I. на 30 януари 1575 г. за графиня Йохана фон Хоенлое-Валденбург-Лангенбург (1557 – 1585), II. на 7 ноември 1591 г. в Йотинген за пфалцграфиня Барбара фон Пфалц-Цвайбрюкен-Нойбург (1559 – 1618)
- Карл (9 юни 1555 – 12 август 1558)
- Ото Албрехт Хайнрих Гедеон (24 август 1556 – 1 октомври 1556)
- Гедеон (26 януари 1558 – 24 април 1558)
- Лудвиг (30 юни 1559 – 31 март 1593), граф на Йотинген, женен на 14 май 1587 г. във Вестхофен за графиня Маргарета Сидония фон Даун-Фалкенщайн

Лудвиг XVI фон Йотинген се жени втори път на 26/27 август 1562 г. за Сузана фон Мансфелд-Хинтерорт (* ок. 1540; † 8 февруари 1565), дъщеря на граф Албрехт VII фон Мансфелд-Хинтерорт († 1560) и графиня Анна фон Хонщайн-Клетенберг († 1559). Те имат две деца:
- Анна Доротея (18/28 май 1563 – сл. 1614), омъжена на 14 октомври 1582 г. за фрайхер Волфганг фон Хофкирхен († 11 юли 1611)
- Албрехт Лудвиг (22 май 1565 – края на 1592 в Дахщайн)

През 1569 г. Лудвиг XVI фон Йотинген се жени трети път за Клаудия фон Хоенфелс († 1582), вдовицата на брат му Лотар фон Йотинген († 7 април 1566), дъщеря на Йохан II фон Хоенфелс-Райполтскирхен-Риксинген (1518 – 1573) и Катарина фон Насау-Висбаден-Идщайн (1515 – 1540), дъщеря на граф Филип I фон Насау-Висбаден-Идщайн. Те имат две деца:
- Вайпрехт (2 юли 1567 – 1604 в Унгария)
- Филип (11 март 1569 – 3 февруари 1627), женен за Мария фон Лимпург (2 февруари 1559 – 7 октомври 1634)

Вдовицата му Клаудия фон Хоенфелс се омъжва трети път сл. 1573 г. за Йозеф Цвик.